# ミシェル・タバシュニク
ミシェル・タバシュニク（Michel Tabachnik、1942年11月10日 - ）は、スイスの指揮者、作曲家。

## 略歴
ジュネーヴで生まれ、ピエール・ブーレーズ、イーゴリ・マルケヴィチ、ヘルベルト・フォン・カラヤンに師事。その間にイヤニス・クセナキス作品の演奏の指揮で、名声を決定的にした。このキャリアからもわかるように、当初は現代音楽方面の指揮がとても多かった。日本にも呼ばれてNHK交響楽団を振っており、自作とベートーヴェンとマルティヌーを披露した。
作曲活動も寡作ではあるが継続している。作風はブーレーズのようなセリーではなく旋律性を重視してはいるものの、垂直合音は随分複雑な配置を使っており、古風な印象を与えない。響きの見通しの良さは、指揮活動の経験が生かされている。

## 作曲作品
- Supernovae (1967年)
- Frise (1968年)
- Fresque (1969年)
- Invention à 16 voix (1972年)
- Mondes (1972年)
- Sillages (1972年)
- D'autres Sillages (1972年)
- Movimenti (1973年)
- Éclipses (1974年)
- Argile (1974年)
- Trois Impressions (1975年)
- Les Perséïdes (1981年)
- Cosmogonie (1981年)
- l'Arch (1982年)
- 7 Rituels Atlantes (1984年)
- Pacte des onze (Evangile selon Thomas) (1985年)
- Élévation (1990年)
- Prélude à la Légende (1989年)
- Le Cri de Mohim (1991年)
- Évocation (1994年)
- La Légende de Haïsha (1989年)
- Concerto pour piano et orchestre de chambre (2003年)
- Nord pour orchestre (2006年)
- "Dyptique écho", violin concerto (2008年)

## 外部サイト
- 公式ウェブサイト
- Michel Tabachnik ses romans ses essais, présentation de...（小説、エッセイ、プレゼンテーションなどのライブラリー）